# Stausee Kráľová
Der Stausee Kráľová (slowakisch Vodná nadrž Kráľová) ist ein Stausee in der westlichen Slowakei. Er staut den Fluss Waag auf ihrer Fließstrecke zwischen Sereď und Šaľa und trägt der Kurznamen der Gemeinde Kráľová nad Váhom bei Šaľa.
Der Stausee ist Teil der untersten Stufe der Waag-Kaskade (slowakisch Vážska kaskáda) und wurde 1985 fertiggestellt. Die Wasserfläche beträgt 10,9 km². Hauptfunktionen des Stausees sind Hochwasserschutz, Schiffbarmachung der Waag, Tourismus, Fischzucht, Bewässerung landwirtschaftlicher Flächen sowie Elektrizitätserzeugung. Zwei Kaplanturbinen mit je 210 m³/s erreichen gemeinsam mit den elektrischen Schenkelpolmaschinen eine Leistung von 45,06 MW und liefern im Jahresdurchschnitt 117,3 GWh ins Netz. Da es am Stausee oft windig ist, eignet sich die Wasserfläche für Yachtsport und Windsurfen. Unweit von Kajal befindet sich das Erholungszentrum Kaskády.
Die Schnellstraße R1 überquert den nördlichen Teil des Stausees auf einer 634 m langen Brücke.